# Castelo de Diant

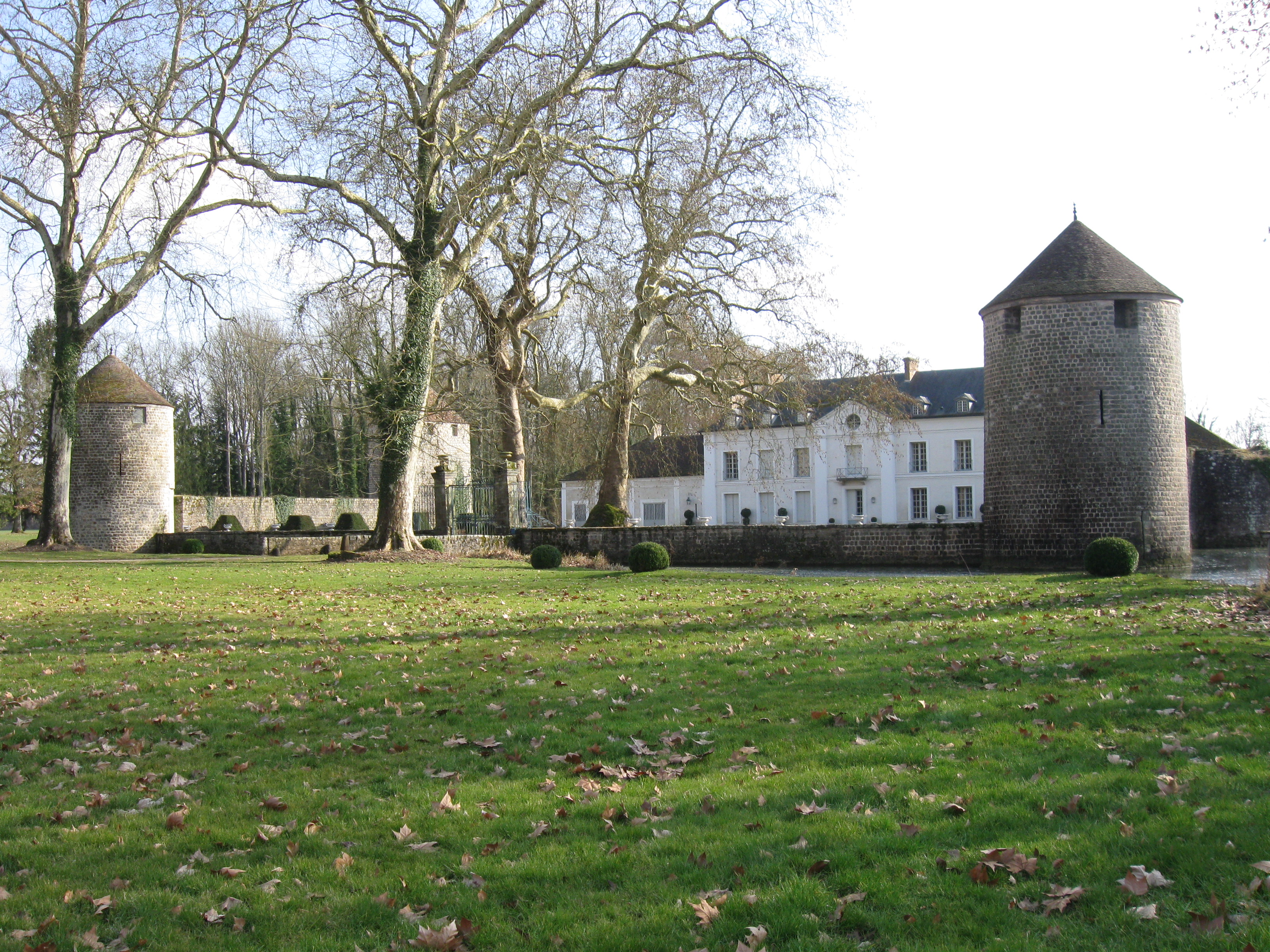
A mansão feudal de Diant

O Château de Diant é um castelo na comuna de Diant em Seine-et-Marne, na França.
O castelo foi originalmente construído no século XIII por um companheiro de Philippe Auguste, com acréscimos e modificações no século XV e na primeira metade do século XIX.
O castelo é protegido desde 1946 como monumento histórico pelo Ministério da Cultura da França. Os jardins também estão listados. O castelo e os jardins são propriedade privada e não estão abertos ao público.